# ایرن بوردونی
ایرن بوردونی (فرانسوی: Irène Bordoni‎؛ ‏ ۱۶ ژانویهٔ ۱۸۸۵ – ۱۹ مارس ۱۹۵۳) بازیگر، خواننده اهل فرانسه-آمریکا بود. وی بین سال‌های ۱۹۱۴ تا ۱۹۵۱ میلادی فعالیت می‌کرد.
از فیلم‌ها یا برنامه‌های تلویزیونی که وی در آن نقش داشته‌است، می‌توان به نمایش نمایش‌ها، پاریس و خرید لوئیزیانا اشاره کرد.